# Estação Arbatskaia (linha Filiovskaia)
Arbatskaia (em russo:  Арбатская) é uma das estações da linha Filiovskaia (Linha 4) do Metro de Moscovo, na Rússia. Estação «Arbatskaia» está localizada entre as estações «Smolenskaia» e «Alexanderovskii Sad».